# Chili aux Jeux olympiques d'hiver de 2014
Le Chili participe aux Jeux olympiques d'hiver de 2014 à Sotchi en Russie du 7 au 23 février 2014. Il s'agit de sa seizième participation à des Jeux d'hiver.

## Délégation
Le tableau suivant montre le nombre d'athlètes chiliens dans chaque discipline :
| Sport           | Hommes | Femmes | Total |
| --------------- | ------ | ------ | ----- |
| Ski Alpin       | 2      | 1      | 3     |
| Ski de fond     | 1      | 0      | 1     |
| Ski acrobatique | 0      | 2      | 2     |
| Total           | 3      | 3      | 6     |

## Résultats

### Ski acrobatique
| Athlète           | Épreuve          | Qualifications | Qualifications | Huitièmes-de-finale | Huitièmes-de-finale | Quarts-de-finale | Quarts-de-finale | Demi-finales | Demi-finales | Finale | Finale |
| Athlète           | Épreuve          | Temps          | Rang           | Temps               | Rang                | Temps            | Rang             | Temps        | Rang         | Temps  | Rang   |
| ----------------- | ---------------- | -------------- | -------------- | ------------------- | ------------------- | ---------------- | ---------------- | ------------ | ------------ | ------ | ------ |
| Stephanie Joffroy | Ski cross femmes | DNF            | 28e            | -                   | 2e Q                | -                | 4e (éliminée)    | –            | –            | –      | –      |

| Dominique Ohaco | Slopestyle femmes | 69,60 | 51,40 | 69,60 | 13e (éliminée) | – | – | – | – |

### Ski alpin
| Athlète          | Épreuves            | Course 1                | Course 1 | Course 2                | Course 2 | Total                    | Total |
| Athlète          | Épreuves            | Temps                   | Rang     | Temps                   | Rang     | Temps                    | Rang  |
| ---------------- | ------------------- | ----------------------- | -------- | ----------------------- | -------- | ------------------------ | ----- |
| Eugenio Claro    | Super G hommes      | NC                      | NC       | NC                      | NC       | 1 min 23 s 31 (+5 s 17)  | 45e   |
| Eugenio Claro    | Slalom géant hommes | DNF                     | DNF      | –                       | –        | –                        | –     |
| Eugenio Claro    | Slalom hommes       | 57 s 08 (+10 s 38)      | 63e      | DNF                     | DNF      | –                        | –     |
| Henrik von Appen | Descente hommes     | NC                      | NC       | NC                      | NC       | 2 min 13 s 16 (+6 s 93)  | 41e   |
| Henrik von Appen | Super G hommes      | NC                      | NC       | NC                      | NC       | 1 min 21 s 88 (+3 s 74)  | 32e   |
| Henrik von Appen | Slalom géant hommes | DNF                     | DNF      | –                       | –        | –                        | –     |
| Henrik von Appen | Super combiné       | 1 min 58 s 49 (+5 s 25) | 40e      | 1 min 0 s 42 (+10 s 31) | 30e      | 2 min 58 s 91 (+13 s 71) | 32e   |

| Athlète         | Épreuve             | Course 1               | Course 1 | Course 2                | Course 2 | Total                    | Total |
| Athlète         | Épreuve             | Temps                  | Rang     | Temps                   | Rang     | Temps                    | Rang  |
| --------------- | ------------------- | ---------------------- | -------- | ----------------------- | -------- | ------------------------ | ----- |
| Noelle Barahona | Descente femmes     | NC                     | NC       | NC                      | NC       | 1 min 49 s 70 (+8 s 13)  | 34e   |
| Noelle Barahona | Slalom géant femmes | 1 min 25 s 2 (+7 s 14) | 45e      | 1 min 24 s 84 (+6 s 94) | 43e      | 2 min 49 s 86 (+12 s 99) | 42e   |
| Noelle Barahona | Slalom femmes       | DNF                    | DNF      | –                       | –        | –                        | –     |
| Noelle Barahona | super combiné       | DNF                    | DNF      | –                       | –        | –                        | –     |

### Ski de fond
| Athlète                  | Épreuve       | Qualifications | Qualifications | Quarts de finale | Quarts de finale | Demi-finales | Demi-finales | Finale | Finale |
| Athlète                  | Épreuve       | Temps          | Rang           | Temps            | Rang             | Temps        | Rang         | Temps  | Rang   |
| ------------------------ | ------------- | -------------- | -------------- | ---------------- | ---------------- | ------------ | ------------ | ------ | ------ |
| Yonathan Jesus Fernandez | Sprint hommes | 4 min 58 s 63  | 84e (éliminé)  | –                | –                | –            | –            | –      | –      |